# 寧夏河流列表
寧夏河流列表，列舉全部或部分在寧夏回族自治區境內的河流，並依照流域排列；支流則由河口至源頭排序。

## 黃河水系
- 黃河
  - 渭河
    - 涇河：跨省區河流，下游位於甘肅、陝西境內。
      - 馬蓮河
        - 環江
          - 東川：跨省區河流，上游為寧夏與陝西界河，中游為甘肅與陝西界河，下游位於甘肅境內。

    - 葫蘆河：跨省區河流，下游位於甘肅境內。

  - 都思兔河：跨區河流，下游為寧夏、內蒙古界河，中、上游位於內蒙古境內。
  - 苦水河
    - 甜水河

  - 清水河
    - 西河
    - 折死溝
    - 冬至河
    - 寺口子河